# Leopold Helbich
Leopold Helbich (* 18. Mai 1926 in Linz; † 27. April 2004 in Wien) war ein österreichischer Steinmetzmeister, Industrieller und Politiker (ÖVP).

## Leben
Seine Bildungswege erstreckten sich von der Volksschule (St. Nikola an der Donau) über Realschule und Gymnasium (Stiftsgymnasium Seitenstetten) bis hin zur Bundesgewerbeschule (1941–1943 und 1946–1948, unterbrochen durch Kriegsdienst und Kriegsgefangenschaft 1943–1946), wo er den Ingenieur für Tiefbau erlangte. Er war mit Burgl Helbich-Poschacher verheiratet und Vater von Florentine, Anton und Leonhard. Seit 1946 war er Mitglied der katholischen Studentenverbindung KaV Norica Wien im ÖCV.
Helbich war ab 1954 als Steinmetzmeister und geschäftsführender Gesellschafter der Granitwerke Anton Poschacher tätig und hatte ab 1975 auch die Stellung des geschäftsführenden Gesellschafters der von ihm gegründeten Poschacher Baustoffhandel GesmbH inne. Er fungierte weiters jahrzehntelang als Vorsteher des Fachverbandes der stein- und keramischen Industrie Österreichs (ab 1965), als Vorsitzender der Vereinigung der Österreichischen Natursteinwerke und ab 1995 als Präsident des Verbandes der Europäischen Baustoffhersteller (CEPMC). Die Einbindung der beiden Söhne in die Familienbetriebe erfolgte in den 1980er-Jahren.

## Politik
Leopold Helbich war Bezirksobmann des Österreichischen Wirtschaftsbundes Perg und Obmann-Stellvertreter des Österreichischen Wirtschaftsbundes Landesgruppe Oberösterreich. Er war vom 19. November 1955 bis zum 3. Dezember 1962 und vom 25. Oktober 1979 bis zum 18. Mai 1983 Mitglied des Bundesrats (Vorsitzender vom 17. November 1961 bis zum 31. Dezember 1961) und vom 14. Dezember 1962 bis 4. November 1975 sowie vom 19. Mai 1983 bis 28. November 1991 Abgeordneter zum Nationalrat. Ein seither immer wieder zitiertes Angebot an den Journalisten Georg Nowotny wurde von diesem als Bestechungsversuch gewertet und führte zu seinem vorübergehenden Ausscheiden aus der Bundespolitik von 1975 bis 1979.

## Auszeichnungen
- 1966: Großes Silbernes Ehrenzeichen für Verdienste um die Republik Österreich[2]
- 1981: Berufstitel Kommerzialrat
- 1985: Großes Goldenes Ehrenzeichen für Verdienste um die Republik Österreich[2]
- 1987: Ehrensenator der Technischen Universität Wien[3]
- 1994: Großes Silbernes Ehrenzeichen mit dem Stern für Verdienste um die Republik Österreich[2]

## Würdigung

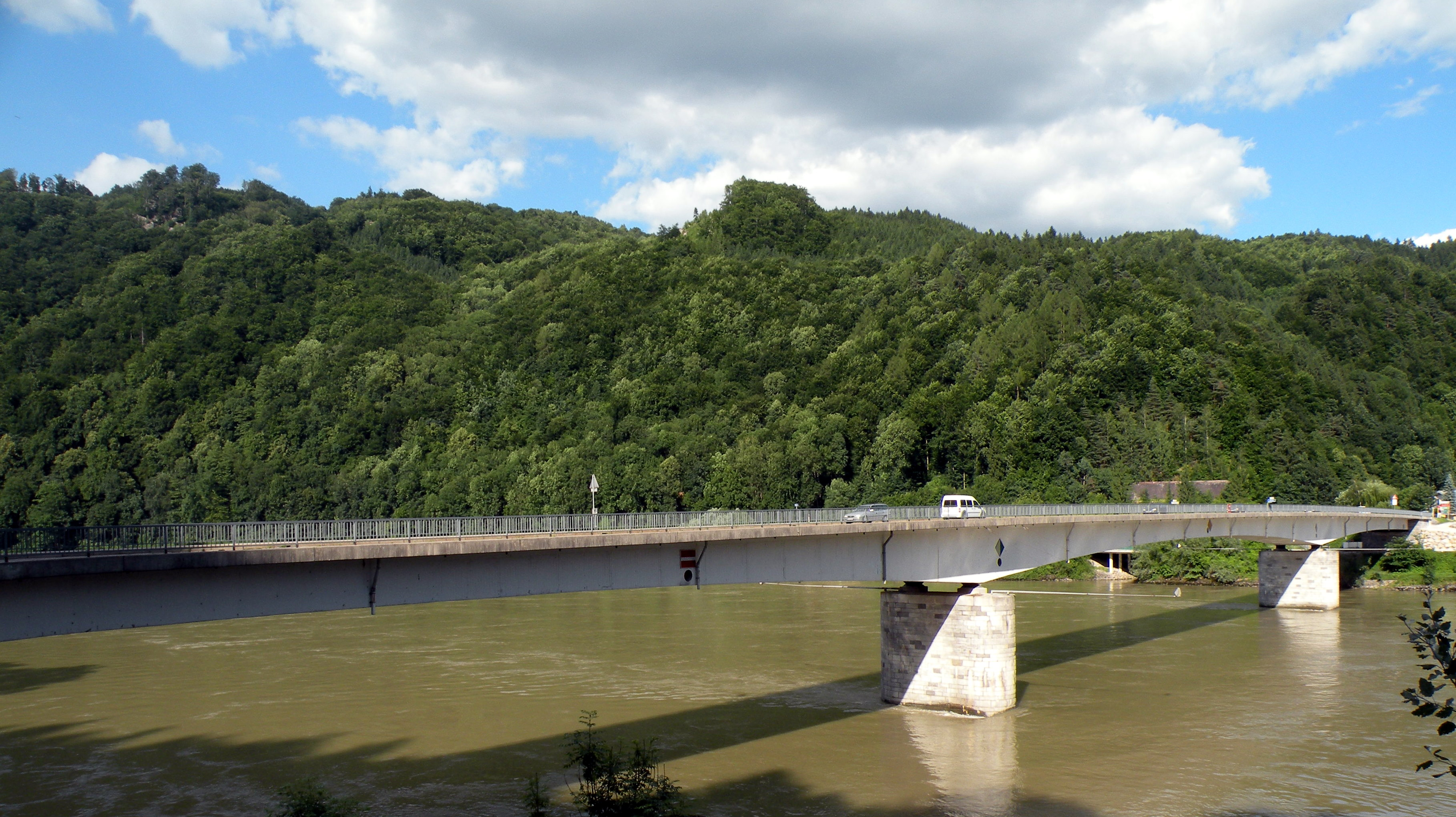
Ing. Leopold Helbich Brücke bei Grein im Strudengau verbindet Oberösterreich und Niederösterreich

2006 wurde die 1968 erbaute Donaubrücke Grein in Ing. Leopold Helbich Brücke umbenannt.